# FKA Twigs
Tahliah Debrett Barnett (Cheltenham, Gloucestershire; 16 de enero de 1988), más conocida por su nombre artístico FKA Twigs, es una cantante, compositora, productora, bailarina y actriz británica. 
Ganó notoriedad en 2014, cuando publicó su álbum debut LP1, el cual ingresó a las veinte primeras posiciones del listado de álbumes británicos y contó con elogios por los críticos musicales. En 2015, Twigs estuvo nominada en las categorías de Artista revelación británico y Solista británica femenina en los Brit Awards.

## Primeros años
Tahliah Debrett Barnett nació el 17 de enero de 1988en una localidad rural británica de Gloucestershire, en el sudoeste de Inglaterra.
Creció en el poblado de Tewkesbury en Gloucestershire, y fue criada por su madre y su padrastro. Conoció a su padre biológico, un bailarín de jazz, cuando tenía dieciocho años. Él es descendiente jamaicano, mientras que su madre es parte inglesa y española. Su madre era una bailarina y gimnasta; en su juventud fue profesora de salsa. Estudió en la St. Edward's School, una escuela católica privada en el condado de Cheltenham,  donde era la única estudiante de origen mixto en su clase. En su infancia participó en obras de teatro y desfiles en su escuela. FKA Twigs provenía de una familia de bajos ingresos, por lo que su estadía en la escuela fue financiada por una beca académica.

## Carrera musical

### Comienzos
A los dieciséis años empezó a realizar composiciones de manera formal. También solía prestar su voz como respaldo vocal de canciones de raperos de su comunidad, en un estudio de grabación que se encontraba en un club para jóvenes. Sus interpretaciones eran muy bien recibidas por el público, quienes constantemente sugerían a la artista realizar su propia música. Cuenta que después de tomar el baile y la música como un pasatiempo, empezó a sentir pasión por el arte. Por ello, a la edad de diecisiete años, se trasladó a la ciudad de Londres para estudiar en una escuela de danza; sin embargo, se retiró del curso cinco o seis semanas después al darse cuenta de que realmente lo que quería hacer era música. A pesar de haber abandonado la escuela de danza, la artista practicó regularmente ballet, junto con danza contemporánea y hip hop. FKA twigs se inscribió en la Croydon College de Londres, pero poco tiempo después abandonó sus estudios. Cuando FKA twigs llegó a Londres conoció a la estilista Karen Clarkson, quien desde ese entonces se encargó de su vestuario y maquillaje.

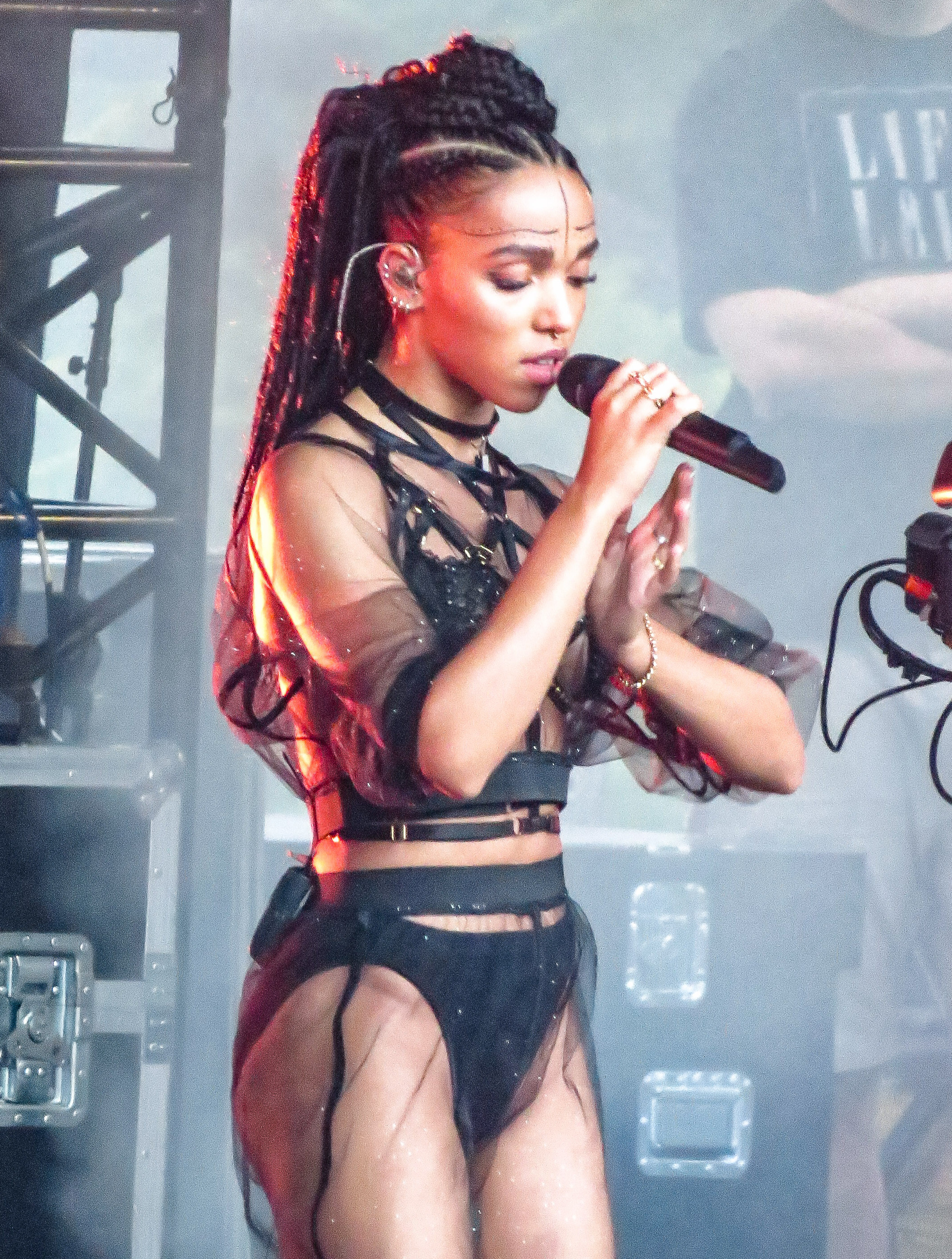
FKA twigs en un espectáculo musical en Australia en febrero de 2015.

FKA twigs trabajó como bailarina por encargo y también llevó a cabo puestas en escena en cabaré. FKA twigs obtuvo mejores oportunidades al aparecer como bailarina de respaldo en los vídeos musicales de cantantes como Kylie Minogue, Plan B, Ed Sheeran, Taio Cruz, Dionne Bromfield, Cheryl Cole y Jessie J. Ella es una de las bailarinas de respaldo en el videoclip de «Do It Like a Dude» (2010) de la cantante Jessie J, y posteriormente en 2011 apareció en el vídeo de «Price Tag» como una marioneta. Su participación en el vídeo la inspiró a componer la canción titulada «Video Girl», que Tom Lamont, de The Guardian, consideró como «uno de los aspectos más destacados de su álbum» LP1 (2014). En 2010 FKA twigs firmó un contrato de grabación con Young Turks, después de captar la atención del sello en espectáculo musical que llevó a cabo en Nueva York. En 2011 apareció en un sketch de la BBC de dos minutos titulado Beyoncé Wants Groceries, en el que era una bailarina de respaldo en un supermercado.
A principios de agosto de 2012 FKA twigs apareció en la portada de la revista de moda i-D. En diciembre de 2012 FKA twigs lanzó de forma independiente su extended play (EP), EP1. En agosto de 2013, publicó en YouTube el videoclip de su primer sencillo «Water Me», el tema fue producido por la misma intérprete junto con Arca. En septiembre de 2013 salió a venta EP2 a través de la compañía Young Turks. EP2 entró en la número 5 del listado Dance/Electronic Albums de Billboard. En diciembre de 2013, FKA twigs figuró entre los nominados a la escuela Sound of 2014 de la BBC, pero sin buenos resultados. También fue incluida en el listado de Spotify de los artistas para 2014 en los que el público debería centrar su atención, y como una de los catorce artistas para vigilar durante 2014, de acuerdo con Billboard .

#### Seudónimo
Inicialmente el apodo de la artista era solo «twigs», que hace referencia al chasquido de sus articulaciones cuando baila; pero cuando saltó al estrellato su seudónimo coincidió con el de un dúo americano y, tras recibir quejas, añadió FKA a su apodo como «una colección de letras que sonaban muy masculino y fuerte». También cuenta que en su adolescencia un amigo le regaló un collar con la inscripción «twigs» en forma de broma y que cuando preguntaban su nombre en un bar ruidoso, solía indicar que era el que estaba inscrito en el collar, así muchas personas empezaron a conocerla de esa forma. Varias fuentes indicaron que «FKA» era un acrónimo de «formerly known as», traducido al español como «anteriormente conocida como»; sin embargo, la misma artista explicó que «FKA» no significa nada en particular.

### LP1(2014-15)
En 2014, Hannah Ellis-Petersen, del periódico The Guardian, escribió que FKA twigs se estaba «estableciendo como una de las caras más interesantes y enigmáticas de la música británica», y en abril del mismo año la artista apareció en la portada de la revista The Fader para su edición número 91. Ella dirigió y actuó en el vídeo musical de «Ouch Ouch» del rapero Lucki Eck$, que se publicó en julio de 2014; FKA twigs también produjo el tema.

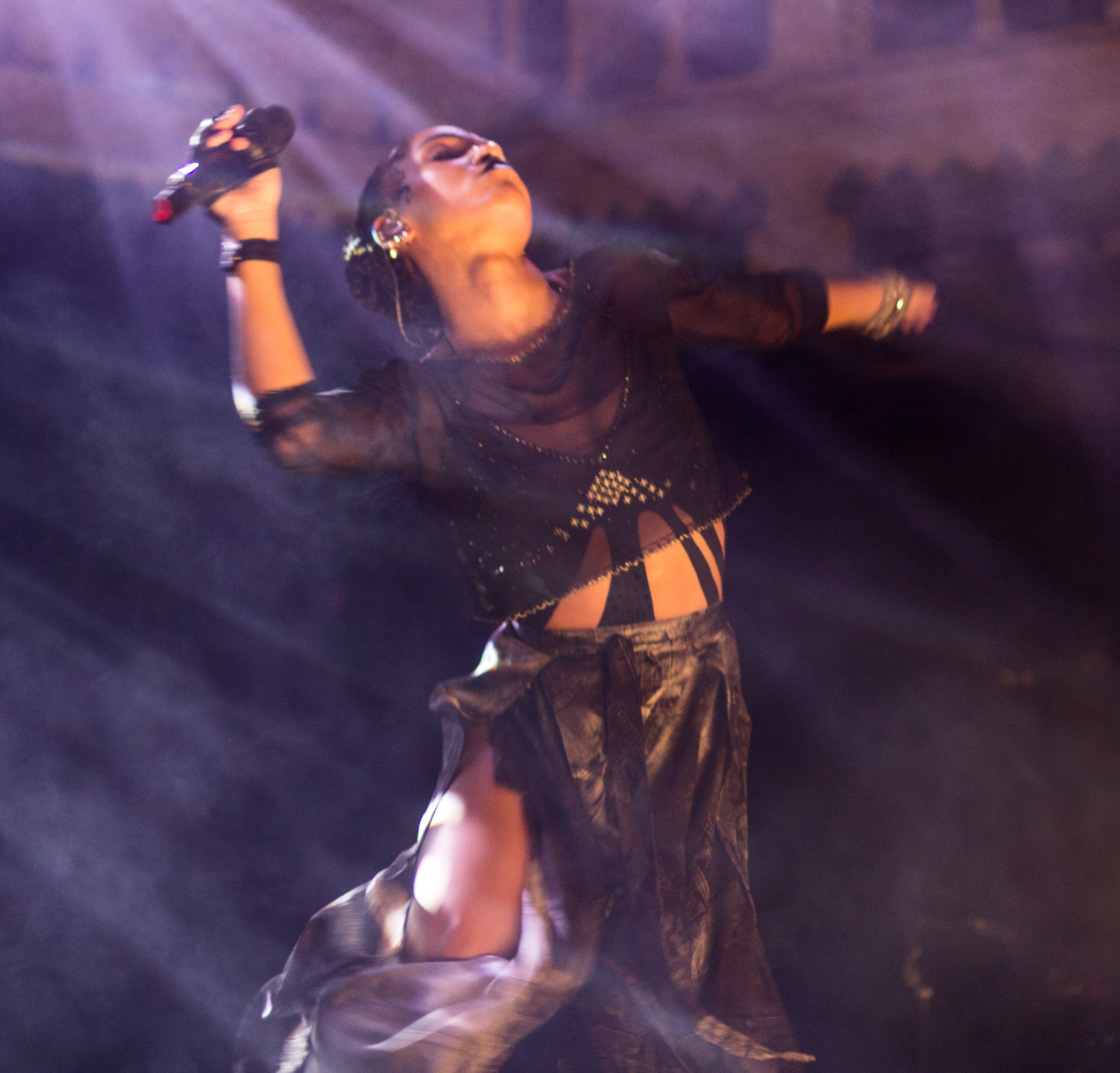
FKA twigs realizando una puesta en escena en Ámsterdam en 2015.

El disco debut de FKA twigs, LP1, salió a la venta el 12 de agosto de 2014 mediante Young Turks; consta de diez temas coescritos y coproducidos por la misma intérprete. LP1 tuvo bajas ventas en Reino Unido, donde se situó en el puesto 16 de la lista de álbumes británica con 4051 unidades vendidas. En los Estados Unidos, LP1 debutó en el puesto 30 del Billboard 200 por ventas de 10 370 copias. El disco ingresó en la número 1 del listado Dance/Electronic Albums de Billboard. Para fines de agosto de 2015, LP1 había vendido 77 000 ejemplares en el territorio estadounidense. En los Premios Mercury de 2014, LP1 estuvo nominado al mejor álbum británico del año; en dicha ceremonia FKA twigs realizó una presentación de «Two Weeks». En cuanto a críticas, el álbum recibió alabanzas por parte de los críticos especializados; Metacritic compiló treinta y ocho revisiones y le asignó una valoración de ochenta y seis (de un rango que va desde cero hasta cien). LP1 figuró como uno de los mejores álbumes de 2014 en varias publicaciones. La reportera Ellis-Petersen, de The Guardian, reseñó que LP1 fue «elogiado como uno de los lanzamientos más emocionantes e interesantes de este año [2014] que, con sus ritmos extraños e impredecibles, voces conmovedoras y en carne viva, letras melancólicas, parece captar perfectamente la complejidad de la cantante». FKA twigs realizó presentaciones en programas de televisión y festivales para la promoción del álbum, asimismo se embarcó en una gira musical el 2 de octubre de 2014 en Brighton, Inglaterra y culminó el 3 de diciembre del mismo año en Orlando, Estados Unidos. También complementó la promoción con el lanzamiento de los sencillos «Two Weeks», «Pendulum» y «Give Up».
En 2015, contó con la promoción de la cadena MTV al aparecer en sus comerciales de televisión como la «artista para vigilar». En febrero de 2015, estuvo nominada a los galardones artista revelación británico y solista británica femenina en los Brit Awards 2015, y para los premios Ivor Novello de 2015, «Two Weeks» fue candidata a la mejor canción contemporánea. El 13 de agosto, publicó su tercer EP M3LL155X, que tuvo un éxito moderado en los Estados Unidos al alcanzar la número 2 del Dance/Electronic Albums de Billboard. En los MTV Video Music Awards de 2015 fue nominada a tres premios, entre ellas artista para vigilar, y en los Mobo Awards 2015 ganó el galardón mejor vídeo por «Pendulum» y realizó una presentación de sus temas «Figure 8» y «In Time».

### Segundo álbum
El 18 de febrero de 2016, FKA twigs lanzó una canción titulada «Good To Love» junto con un vídeo musical. La artista interpretó el tema antes mencionado en The Tonight Show Starring Jimmy Fallon el 24 de febrero.

### 2018-2019: Magdalene
En 2018, Twigs participó en la canción Fukk Sleep del álbum “Testing” de A$AP Rocky.
En abril de 2019, lanzó su sencillo Cellophane. En septiembre, anunció que su segundo álbum coproducido por Nicolas Jaar se llamaría “Magdalene”, apoyado por su segundo sencillo “Holly Terrain” en colaboración con Future. El 7 de octubre, lanzó su tercer sencillo “Home With You”, y anunció que el álbum sería retrasado hasta el 8 de noviembre. En el mismo año, fue parte del elenco de la película Honey Boy. El 28 de agosto de 2020 lanzó el videoclip de “Sad Day”

## Discografía

### Álbumes de estudio
- 2014: LP1
- 2019: Magdalene
- 2022: Caprisongs
- 2025: Eusexua

## Filmografía

### Cine
| Cine | Cine            | Cine                                                                                      | Cine           |
| Año  | Título          | Título                                                                                    | Papel          |
| Año  | Título original | Título                                                                                    | Papel          |
| ---- | --------------- | ----------------------------------------------------------------------------------------- | -------------- |
| 2019 | Honey Boy       | en Hispanoamérica: Honey Boy: un niño encantador en España: Honey Boy: un niño encantador | FKA Twigs      |
| 2024 | The Crow        | en Hispanoamérica: El cuervo en España: El cuervo                                         | Shelly Webster |